# Eleonora Danco
Eleonora Danco (Roma, 23 dicembre 1962) è un'attrice, drammaturga, regista teatrale e regista cinematografica italiana.
Per il suo film d'esordio, N-Capace, è stata candidata al David di Donatello per il miglior regista esordiente, al Nastro d'argento al miglior regista esordiente e al Globo d'oro alla miglior opera prima. Ha ricevuto due menzioni speciali della giuria per miglior film e miglior cast d'insieme al Torino Film Festival, il Ciak d'oro "Bello & invisibile" e il premio Film della critica marzo 2015 del Sindacato critici cinematografici italiani.

## Biografia
Nata a Roma, all’età di sei anni si trasferisce con la famiglia a Terracina. Dopo il liceo frequenta la scuola di Gigi Proietti e lavora brevemente con la compagnia di Vittorio Gassman.
Nel 1998 esordisce come produttrice, autrice e interprete dello spettacolo teatrale Ragazze al muro. Nel 2000, lo spettacolo Nessuno ci guarda vince il festival di Casalbuttano. In seguito scrive, produce, dirige e interpreta spettacoli per il Teatro Stabile di Napoli (Ero purissima), l'Ambra Jovinelli (Me vojo sarva'), il Piccolo Eliseo (La giornata infinita), il Teatro India (dEVERSIVO).
Nel 2014 viene distribuito il suo primo lungometraggio dal titolo N-Capace, prodotto da Angelo Barbagallo e Rai Cinema.

## Teatro

### Autrice, regista e interprete
- Ragazze al muro (1995)
- Ma' (1999)
- Nessuno ci guarda (2000)
- Ero purissima, Teatro Stabile di Napoli (2003)
- Me vojo sarva', Teatro Ambra Jovinelli di Roma (2005)
- Sabbia, Teatro Belli di Roma (2005)
- La giornata infinita, Piccolo Eliseo (2007)
- Scroscio, Ambra Jovinelli di Roma (2009)
- Intrattenimento violento, Giardini della Filarmonica Romana (2010)
- Squartierati,  Festival Internazionale delle Letterature di Massenzio (2011)
- Senza titolo 3 (2012)
- Donna numero 4, Teatro Vascello di Roma (2013)
- dEVERSIVO, Teatro India di Roma (2017)

### Testi
- Mignotta ’56 (2000)
- Tempi morti (2000)
- Bocconi amari (2000)
- Semifreddo (2012)

### Regie
- Nove parti del desiderio, di Heather Raffo, Magna Graecia Festival (2012)

## Filmografia

### Regista
- N-Capace (2014)
- N-Ego (2025)

### Attrice

#### Cinema
- Il nodo alla cravatta, regia di Alessandro Di Robilant (1991)
- Cena alle nove, regia di Paolo Breccia (1991)
- Volevamo essere gli U2, regia di Andrea Barzini (1992)
- Italia Village, regia di Giancarlo Planta (1994)
- La cena, regia di Ettore Scola (1998)
- Ecco fatto, regia di Gabriele Muccino (1998)
- La balia, regia di Marco Bellocchio (1999)
- Controvento, regia di Peter Del Monte (2000)
- La stanza del figlio, regia di Nanni Moretti  (2001)
- Romanzo criminale, regia di Michele Placido (2005)
- N-Capace, regia di Eleonora Danco (2014)
- Qualcosa di nuovo, regia di Cristina Comencini (2016)
- Tutto quello che vuoi, regia di Francesco Bruni (2017)
- Io sono Tempesta, regia di Daniele Luchetti (2018)
- I pionieri, regia di Luca Scivoletto (2022)

#### Televisione
- E non se ne vogliono andare!, regia di Giorgio Capitani – film TV (1988)
- E se poi se ne vanno?, regia di Giorgio Capitani – film TV (1989)
- È proibito ballare, regia di Pupi Avati, Cesare Bastelli e Fabrizio Costa – film TV (1989)
- Linda e il brigadiere – serie TV, episodio 1x07 (1997)
- Un medico in famiglia – serie TV, episodi 2x06-2x09 (2000)
- Don Matteo – serie TV, episodio 2x13 (2001)

## Radio
- Il vuoto - documentario (2000)

## Pubblicazioni
- Ero purissima, minimum fax, Roma, 2009, ISBN 9788875212056